# 前田三夫
前田 三夫（まえだ みつお、1949年6月6日 - ）は、帝京高等学校硬式野球部名誉監督で社会科教諭。千葉県袖ケ浦市出身、木更津中央高等学校・帝京大学卒業。

## 経歴
高校時代は三塁手として活躍するも、甲子園の出場経験はなし。大学時代は4年の秋に一塁ベースコーチとしてグラウンドに立っただけで選手としては公式戦出場なし。
練習を手伝っていた縁で、1972年帝京大学卒業と同時に帝京高校野球部監督に就任。
1978年春の選抜高校野球で甲子園初出場を果たし、1980年春の第52回選抜大会では伊東昭光投手を擁し、準優勝。以後、練習場である校庭が（こちらも強豪となる）サッカー部と共用という恵まれない環境に長らくありながら（2003年12月に専用グラウンド完成）、帝京高校野球部を全国優勝3度の強豪チームへと育て上げた。今や帝京高校野球部は高校野球ファンや国内メディアでは東の横綱と呼ばれるほどの甲子園強豪校となった。
2010年以降は関東第一や二松学舎大附属などの台頭もあり2011年を最後に春夏通して甲子園出場を逃し（2020年の独自大会では優勝した）、
2021年夏の東東京大会準決勝の対二松学舎大附属戦での敗退をもって監督を退任。しかし、試合終了後や事前の発表はなされず、8月28日にこの夏をもって退任したことが明らかとなった。秋季東京都大会の選手登録で監督を教え子の金田優哉として届け出したことにより、監督退任が公となった。今後は名誉監督として、野球部の指導に携わるとしている。

## 監督として
指導の特徴として、選手の体づくりと右の本格派投手の育成が挙げられる。
「体づくりをするには筋トレだけではダメ。食べることが大事」が持論であり、昼食に米3合を食べる「三合飯（めし）」を選手に課している。前田が体づくりを重視するきっかけとなったのは、自信を持って臨んだ1983年春第55回選抜大会の1回戦で蔦文也監督率いる池田高と対戦し、0-11と惨敗を喫したことにある（本人曰く天狗の鼻をへし折られた）。以来、ランニング量増加、ウェートおよび水泳トレーニングの導入、そして食事（昼食には弁当に加えておにぎりも持たせる。合宿時にはどんぶり飯を残さず食べさせる）をもトレーニングの一環として組み込み、選手を高校生離れした体格に育てている。
右の本格派投手の育成については、「投手とはこうあるべき」という自分の好みを持っており、伊東昭光を自分の考えていたプラン通りに段階を踏ませ、結果を残して以来、チームが甲子園で好成績を挙げる時には必ずといっていいほど右の本格派の好投手が育っている。なお左投手は、上野貴久や吉田圭のようにプロ入りした選手もいるが、在学中にエースナンバーを背負った例は稀で、甲子園出場チームでは2007年夏の垣ヶ原達也が初めてと言われている。
ノックの技術はプロ並で、ホームベースから外野ポールに直撃するフライをいとも簡単に打つことができる。
1995年には第67回選抜大会に出場するものの初戦の伊都高校戦にて0-1で敗れ、大会後には練習試合で大敗したことがきっかけで厳しさを増した練習（連日夜の12時まで練習するなどした）についていけず同年春の甲子園出場時の主将を含むレギュラー部員が3人退部。それでも自分を曲げなかった結果、同年夏の選手権大会では春夏通算3度目の全国制覇を達成したが、一方で勝利のためには妥協を許さない采配・指導ぶりが目立ち一部で批判もあった。
このような批判もあったものの、その後は自主性野球を取り入れるなど指導のあり方を変え、1998年夏の第80回全国選手権に森本稀哲を擁し、甲子園に出場するも和田毅擁する浜田高校に敗れる。その時の選手たちの淡泊さに違和感を感じ、再度指導のあり方に悩むことになる。しかし、その後も試行錯誤を繰り返しながら好選手のいる好チームを作り甲子園で結果を出し、前田の采配も円熟味を増すようになってきた。それと同時に帝京高校の野球を理解するファンが多くなり、帝京の野球を好むファンも増えてきた。
2006年夏の第88回全国選手権準々決勝で智弁和歌山高と対戦し、9回表に4-8から8点を奪い逆転する執念を見せるも、その裏、最後は押出しの四球により12-13でサヨナラ負けを喫するという壮絶な試合を展開した（詳細は第88回全国高等学校野球選手権大会智辯和歌山対帝京）。
翌2007年春の第79回選抜大会は大型右腕の大田を擁しベスト4。同年夏の第89回全国選手権は大田がケガもあり、地方大会から不調だったが、垣ケ原らの活躍もあり、3季連続甲子園出場。ベスト8まで進んだ。
2008年度は春夏とも甲子園出場なし。春の決勝ではMBSテレビ（およびGAORA）に解説として登場した。そして夏は帝京史上初の3年連続出場を狙うも、東東京大会4回戦で選抜出場校の関東一に6-9で敗れ、甲子園行きを逃した（関東一は勝ち進み、夏の甲子園にも出場）。
2009年夏には第91回全国選手権に出場。140km/h台の速球を持つ投手を5人擁するという強力投手陣で優勝候補にも挙がったが、準々決勝で県立岐阜商業に敗れ、2007年夏の第89回大会と同様、ベスト8止まりであった。
機動力を前面に使った野球を好んでおり、出塁すれば盗塁といったような形も見られた。選手全員の基礎体力ができており、技術も非常に高いので全員の選手が失敗に終わることは少ない。2006年夏の東東京大会では、6試合で48盗塁の機動力を見せつけ甲子園に出場した。
池田高校を全国制覇に導いた先述の蔦監督を師と仰いでおり、共演した時には「蔦監督には隙がない」と語っている。

## 主な教え子
- 石橋貴明（とんねるず）
- 伊東昭光（1980年春大会準優勝当時のエース）
- 小林昭則（香川県藤井高校野球部監督、1985年春の第57回選抜大会準優勝当時のエース）
- 河田雄祐（1985年春の第57回選抜大会準優勝メンバー）
- 奈良原浩（1985年春の第57回選抜大会準優勝メンバー）
- 芝草宇宙（元日本ハムファイターズ・現帝京長岡監督）
- 吉岡雄二（1989年夏の第71回全国選手権大会優勝当時のエース）
- 三澤興一（1992年春の第64回選抜大会優勝当時のエース）
- サブロクそうすけ（元360°モンキーズの杉浦双亮。テレビ番組で前田のノックのモノマネをしたことがある）
- 金剛弘樹（1995年夏第77回全国選手権大会優勝当時の控え投手）
- 森本稀哲（元北海道日本ハムファイターズ・横浜ベイスターズ・埼玉西武ライオンズ）
- ONE☆DRAFT（ヒップホップグループ）
- 上野貴久
- 松本高明
- 吉田圭
- 高市俊
- トクサン（野球YouTuber）
- 大田阿斗里（元横浜DeNAベイスターズ、オリックス・バファローズ）
- 中村晃（現福岡ソフトバンクホークス）
- 杉谷拳士（元北海道日本ハムファイターズ）
- 髙島祥平
- 原口文仁（現阪神タイガース）
- 山﨑康晃（現横浜DeNAベイスターズ）
- 松本剛（現北海道日本ハムファイターズ）
- 石川亮（現オリックス・バファローズ）
- 清水昇（現東京ヤクルトスワローズ）
- 郡拓也（現北海道日本ハムファイターズ）
- 相曽幸宏  (南砂西四野球部)
- 外宮丈義 (東京経済大学)

## 甲子園での成績
- 春：出場14回・21勝13敗・優勝1回（1992年）
- 夏：出場12回・30勝10敗・優勝2回（1989年、1995年）
- 通算：出場26回・51勝23敗（勝利数は2019年夏現在、歴代4位タイ）・優勝3回